# Mathieu Giroux
Mathieu Giroux (* 3. února 1986 Montréal, Québec) je kanadský rychlobruslař.
Na mezinárodních závodech se poprvé objevil v roce 2009, již tehdy startoval i ve Světovém poháru. V roce 2010 byl třetí na kontinentálním mistrovství, čímž se kvalifikoval i na vícebojařské mistrovství světa, kde skončil na 14. místě. Největšího úspěchu však dosáhl na Zimních olympijských hrách 2010, kde s ostatními členy kanadského týmu vybojoval zlatou medaili ve stíhacím závodě družstev. Startoval také v jednom individuálním závodě, na 1500 m se umístil na 14. příčce. V roce 2011 navázal s kanadským družstvem na olympijský úspěch a na Mistrovství světa na jednotlivých tratích pomohl získat stříbrnou medaili. Zúčastnil se zimní olympiády 2014, kde v závodě na 5000 m obsadil 22. místo, na patnáctistovce byl devatenáctý a ve stíhacím závodě družstev skončil s kanadským týmem čtvrtý.